# Distretto di Bishnupur
Il distretto di Bishnupur è un distretto del Manipur, in India, di 205 907 abitanti. Il suo capoluogo è Bishnupur.
Nel distretto si trova il Parco nazionale di Keibul Lamjao.